# Charmois (Meurthe-et-Moselle)
Charmois ist eine französische Gemeinde mit 197 Einwohnern (Stand 1. Januar 2022) im Département Meurthe-et-Moselle in der Region Grand Est (vor 2016 Lothringen). Sie gehört zum Arrondissement Lunéville und zum Kanton Lunéville-2. Die Einwohner nennen sich Charmoyens/Charmoyennes.

## Geografie
Die Gemeinde liegt etwa 22 Kilometer südöstlich von Nancy im Süden des Départements Meurthe-et-Moselle. Nachbargemeinden sind Damelevières im Norden, Blainville-sur-l’Eau im Osten und Südosten, Méhoncourt im Süden sowie Barbonville im Westen und Nordwesten. Der Bach Ruisseau de Chaufontaine durchquert Charmois. Weite Teile der Gemeinde im Süden der Gemeinde sind von Wald bedeckt.

## Geschichte
Der Ort wird 1157 indirekt (Alodium de Charmeyaco) in der lateinischen Form Charmeyaco erstmals in einem Dokument der Abtei Belchamp erwähnt. Eine erste französische Form taucht in einem Dokument als Chermoy im selben Jahr auf. Charmois gehörte historisch zur Vogtei (Bailliage) Rosières-aux-Salines und somit zum Herzogtum Lothringen, das 1766 an Frankreich fiel. Bis zur Französischen Revolution lag die Gemeinde dann im Grand-gouvernement de Lorraine-et-Barrois. Von 1793 bis 1801 war die Gemeinde dem Distrikt Lunéville zugeteilt. Charmois wechselte mehrfach den Kanton. Von 1793 bis 1801 war sie Teil des Kantons Blainville, von 1801 bis 2015 des Kantons Bayon und seither des Kantons Lunéville-2. Seit 1801 ist Charmois zudem dem Arrondissement Lunéville zugeordnet. Die Gemeinde lag bis 1871 im alten Département Meurt(h)e. Seither bildet sie einen Teil des Départements Meurthe-et-Moselle.

## Bevölkerungsentwicklung
| Jahr                       | 1962 | 1968 | 1975 | 1982 | 1990 | 1999 | 2007 | 2019 |
| Einwohner                  | 110  | 103  | 116  | 160  | 196  | 183  | 155  | 191  |
| Quellen: Cassini und INSEE |      |      |      |      |      |      |      |      |

## Verkehr
Charmois liegt nahe bedeutender Verkehrswege. Die Bahnstrecke Nancy-Épinal-Remiremont führt zwar quer durch die Gemeinde. Doch hat Charmois keine eigene Haltestelle. In der Nachbargemeinde Damelevières gibt es eine Haltestelle an den Bahnstrecken Nancy-Épinal-Remiremont und Paris-Nancy-Straßburg. Die N333 (Regionaler Teil der N4 Paris-Nancy-Straßburg) führt einige Kilometer nördlich der Gemeinde vorbei. Die nächstgelegenen Anschlüsse sind Chaufontaine in der Gemeinde Rehainviller, Hudiviller und Dombasle-sur-Meurthe. Für den regionalen Verkehr ist die D1c wichtig, die durch das Dorf führt.

## Sehenswürdigkeiten
- Kreuz auf dem Dorffriedhof
- Glockenturm der ehemaligen Dorfkirche

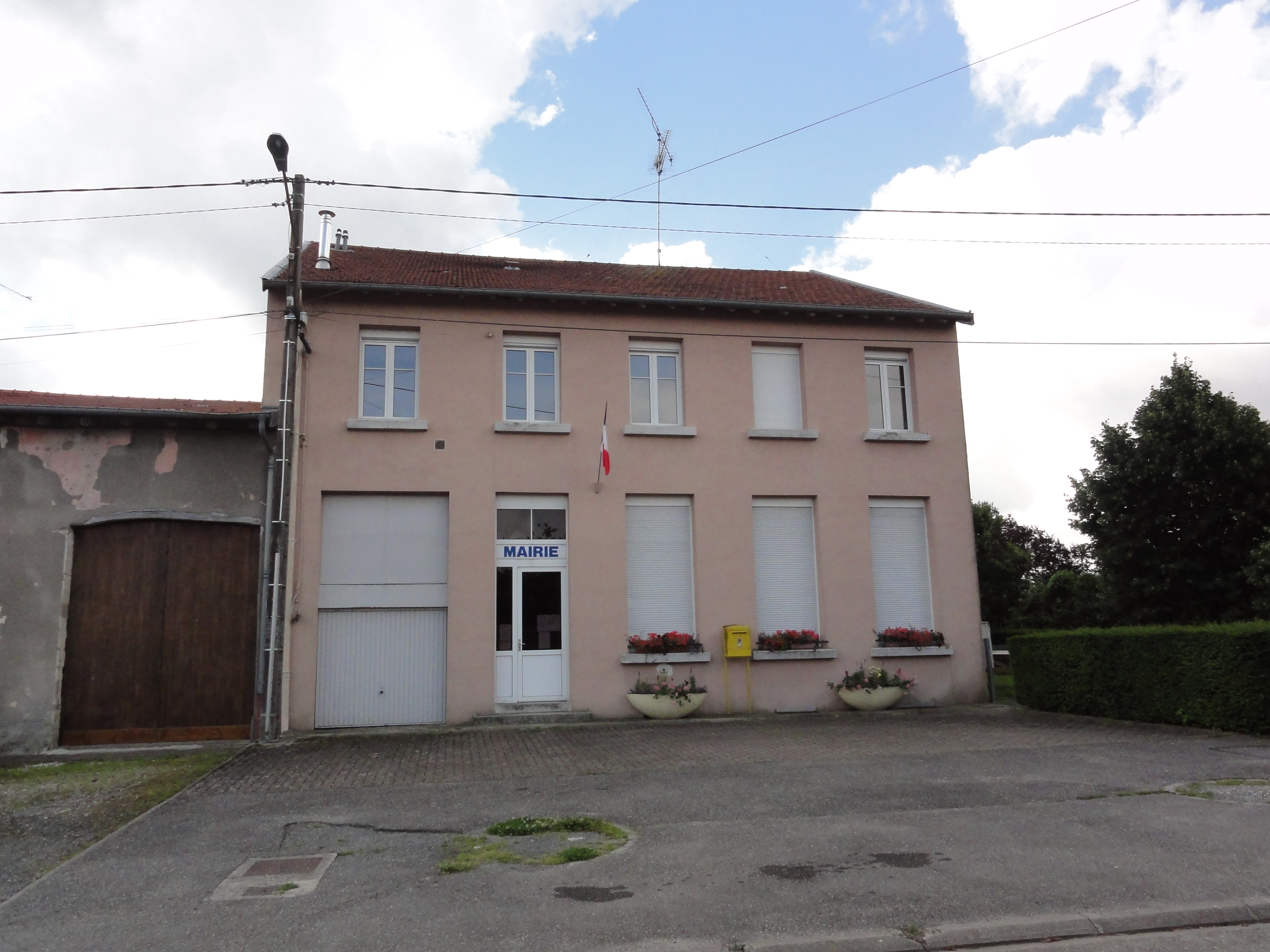
Rathaus (Mairie) der Gemeinde
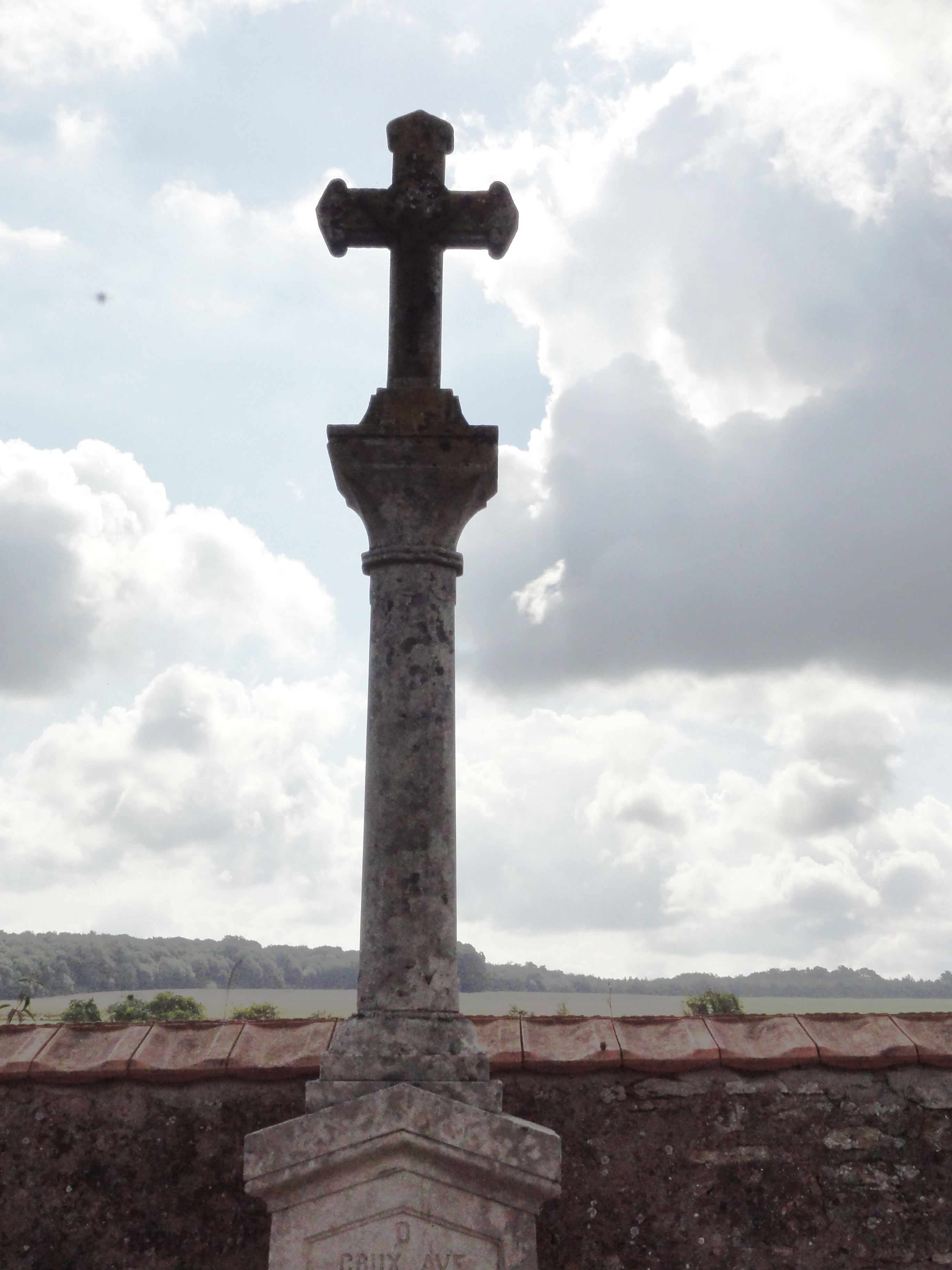
Kreuz auf dem Dorffriedhof